# Матсуура, Эвералдо
Эвералдо Матсуура (порт. Everaldo Matsuura; 1 октября 1970, Маринга) — бразильский шахматист, гроссмейстер (2011).

## Спортивная биография
Двукратный чемпион Бразилии (1991, 2016).
Многократный участник различных соревнований в составе национальной сборной по шахматам:
- 2 олимпиады (1998, 2002).
- 2 командных чемпионата мира среди участников до 26 лет (1991, 1995).
- 1-й командный чемпионат Южной Америки (1989) в Мар-дель-Плате. Сборная Бразилии заняла 2-е место.
- 4 Панамериканских командных чемпионата (1991, 1995, 2003, 2013). Завоевал 4 медали в команде (2 серебряные, 2 бронзовые) и 2 серебряные медали в индивидуальном зачёте.

Участник 4-го Кубка мира по шахматам (2007) в г. Ханты-Мансийске (выбыл в 1-м круге, проиграв С. Карякину) и 14-го Панамериканского чемпионата по шахматам (2008) в Бока-Ратоне (14-е место, 63 участника).

## Изменения рейтинга
| Графики недоступны из-за технических проблем. См. информацию на Фабрикаторе и на mediawiki.org. |